# Naussac (Lozère)
Naussac – miejscowość i dawna gmina we Francji, w regionie Oksytania, w departamencie Lozère. W 2013 roku jej populacja wynosiła 218 mieszkańców. 
W dniu 1 stycznia 2016 roku z połączenia dwóch ówczesnych gmin – Fontanes oraz Naussac – utworzono nową gminę Naussac-Fontanes. Siedzibą gminy została miejscowość Naussac. 